# Palaelodus
Palaelodus — викопний рід фламінгоподібних птахів вимерлої родини Palaelodidae, що існував з олігоцену по плейстоцен. Рештки представників роду знайдені у Бразилії, Європі, Єгипті, Австралії та Новій Зеландії.

## Опис
Це були стрункі птахи з довгими, тонкими ногами і довгою шиєю. Про форму черепа та дзьоба мало що відомо. На здобич вони полювали, а не фільтрували як сучасні фламінго.